# Jayme Matarazzo
Jayme Monjardim Matarazzo Filho (Río de Janeiro, 20 de noviembre de 1985) es un actor brasileño. Él es descendiente de la Familia Matarazzo, nieto de André y Maysa Matarazzo, y el hijo del director de cine y televisión Jayme Monjardim con Fernanda Lauer.

## Biografía
Jayme Matarazzo nació en Río de Janeiro y se trasladó a São Paulo a cinco años de edad con su madre, Fernanda Lauer, y su hermana, Maria Fernanda Matrarazzo. Vivió en la ciudad hasta los 21 años.
A los 16 años, Jayme formó la banda Seu e Bené os Poetas da Malandragem (Señor Bené y los Poetas de la Malandragem) con algunos amigos de la escuela. A los 20 años, se trasladó a California, donde vivió durante cuatro meses. El actor trabajó en una estación de esquí y haciendo conciertos en un casino. Al regresar a Brasil entró en la escuela de cine de la Fundación Armando Alvares Penteado (FAAP), São Paulo, pero no se ha completado el curso, ya que se trasladó a Río de Janeiro para trabajar con su padre.

### Vida personal
Jayme tenía una fecha de tres años con la arquitecta Mila Barbosa. La pareja se separó en septiembre de 2010.

## Carrera
A los 21 años de edad, Jayme se trasladó a Río de Janeiro para trabajar con su padre como director asistente en la miniserie Maysa: Quando Fala o Coração. En ese momento, él quiso dedicar la misma carrera de su padre, dirección de arte, pero cuando estaba trabajando en la miniserie, que narra la vida de su abuela paterna, tuvo su primera oportunidad como actor. Jayme representó a su padre cuando joven. Teniendo en cuenta esta nueva experiencia, decidió seguir una carrera artística. En 2010, trabajó en la novela de Rede Globo, Escrito en las estrellas como protagonista y en la película A Suprema Felicidade, dirigida por Arnaldo Jabor. En la actualidad, Jayme interpreta el joven Príncipe Felipe en la telenovela Cuento encantado.

## Filmografía

### Televisión
| Año  | Título                         | Papel                                  | Nota(s)        | Ref         |
| ---- | ------------------------------ | -------------------------------------- | -------------- | ----------- |
| 2009 | Maysa: cuando canta el corazón | Jayme Monjardim (joven)                | Coprotagonista | [ 1 ]       |
| 2010 | Escrito en las estrellas       | Daniel Aguillar (Damián Ramírez López) | Protagonista   | [ 2 ] [ 4 ] |
| 2011 | Cuento encantado               | Príncipe Felipe                        | Coprotagonista | [ 6 ]       |
| 2012 | Encantadoras                   | Eduardinho                             | Coprotagonista | [ 6 ]       |
| 2013 | Laberintos del corazón         | Maurício Vasquez                       | Protagonista   |             |
| 2015 | Partes de mí                   | Pedro Martins Vieira                   | Protagonista   | [ 7 ]       |
| 2016 | Haja Coração                   | Giovanni Rigoni Di Marino              | Coprotagonista |             |
| 2017 | Tempo de Amar                  | Fernão Moniz                           | Antagonista    | [ 8 ]       |
| 2024 | Família é Tudo                 | Luca Baggio                            | Protagonista   | [ 9 ]       |

### Cine
| Año  | Película             | Papel         | Nota(s)      | Ref   |
| ---- | -------------------- | ------------- | ------------ | ----- |
| 2010 | A Suprema Felicidade | Paulo (joven) | Protagonista | [ 5 ] |

### Video musical
| Año  | Artista | Canción           | Nota(s)                                         | Ref    |
| ---- | ------- | ----------------- | ----------------------------------------------- | ------ |
| 2010 | Zignal  | Primeira Namorada | Cecília Dassi interpreta a su novia en el video | [ 10 ] |